# Pacocha (U-Boot)
Die Pacocha (SS-48) war ein U-Boot der Balao-Klasse der United States Navy, das ab 1974 in der Marine Perus unter diesem Namen in Dienst gestellt wurde. Zunächst wurde sie als Atule (SS-403) von 1944 bis 1947 und von 1951 bis 1970 in der US-Marine genutzt und war dort das einzige Boot, das nach dem Fisch Atule mate (Cuvier, 1833), einer Stachelmakrelenart der Unterfamilie Caranginae, benannt war.

## Geschichte

### Erste Einsatzzeit
Die Pacocha wurde am 25. November 1943 beim Portsmouth Naval Shipyard in Kittery auf Kiel gelegt. Nach fünfmonatiger Bauzeit lief sie am 6. März 1944 als Atule vom Stapel, die Indienststellung bei der US-Marine erfolgte am 21. Juni.
Nach einem Monat verließ die Atule die Naval Submarine Base New London und durchquerte den Panamakanal in Richtung Pazifik, wo sie zusammen mit ihrem Schwesterschiff Jallao in Richtung Pearl Harbor fuhr. Am 9. Oktober verließ sie zusammen mit der Jallao und der Pintado Hawaii in Richtung Westpazifik, wo die drei Boote als Wolfpack operierten. Den ersten Erfolg hatte die Gruppe am 25. Oktober, als die Jallao den japanischen leichten Kreuzer Tama, der bereits in der Schlacht vor Kap Engaño beschädigt worden war, versenkte. Die Atule hatte in den folgenden Tagen mehrmals Radar- und Sonarkontakt mit japanischen Schiffen, dieser ging jedoch immer wieder verloren. In der Nacht des 1. November erfasste das Boot jedoch einen schnellen Transporter, der von mehreren Begleitschiffen eskortiert wurde. Trotz schlechter Sicht schoss die Atule sechs Torpedos auf den Transporter, die Asama Maru, ab, von denen die ersten beiden trafen und das Schiff durch eine große Explosion zerstörten. Um den Angriffen der Eskorten auszuweichen, tauchte das U-Boot. In den folgenden Tagen nahm die Atule ihre Patrouillen im Südchinesischen Meer wieder auf. Am 13. November kam ein Verband aus einem Flugzeugträger, einem schweren Kreuzer und einem Zerstörer in Sicht, jedoch nicht in Reichweite der Torpedos, so dass das U-Boot die Verfolgung abbrechen musste. Am 20. November versenkte die Atule vor der Küste Formosas einen leichten Minenleger, am 24. November torpedierte sie einen Transporter und versenkte ihn. Am 27. November wurde ein weiterer Frachter torpediert und versenkt, offiziell wurde diese Versenkung der Atule jedoch nie gutgeschrieben. Am 28. November brach sie ihre erste Einsatzfahrt ab und fuhr zum Bunkern zum Majuro-Atoll, wo sie am 11. Dezember eintraf.
Am 6. Januar 1945 lief die Atule zu ihrer zweiten Feindfahrt aus, bis zum 24. Januar sichtete sie jedoch keinerlei Ziele in ihrem Einsatzgebiet im Gelben Meer. Am 24. Januar konnte sie den Frachter Taiman Maru Number 1 mit 6888 BRT versenken. Die restliche Zeit ihrer zweiten Einsatzfahrt verbrachte das Boot mit der Zerstörung japanischer Treibminen, am 22. Februar verließ sie ihr Einsatzgebiet in Richtung Saipan, von wo aus sie sechs Tage später nach Midway aufbrach.
Die dritte Einsatzfahrt fand vom 2. April bis zum 30. Mai statt, während der gesamten Fahrt operierte die Atule zumeist als Rettungsschiff für abgeschossene Piloten oder sie zerstörte Treibminen. Die vierte Einsatzfahrt begann am 3. Juli, sie führte das Boot vor die japanische Hauptinsel Honshū, wo am 12. August ein japanisches Küstenverteidigungsboot torpediert und versenkt wurde. Nach der japanischen Kapitulation am 15. August kehrte das U-Boot über Midway nach Hawaii zurück, wo es am 25. August eintraf. Fünf Tage später lief die Atule in Richtung US-Ostküste. Am 27. Oktober 1945 nahm sie an den Feierlichkeiten zum Navy Day teil, danach ging sie für eine dreimonatige Überholung im Portsmouth Naval Yard ins Dock. Im Juli 1946 nahm sie an der Operation Nanook teil, bei der Wetterstationen nördlich des Polarkreises errichtet wurden, unter anderem der Vorläufer der Thule Air Base auf Grönland. Am 27. Februar 1947 wurde in Philadelphia mit den Vorbereitungen für die Außerdienststellung des Bootes begonnen, am 8. September 1947 wurde die Atule deaktiviert und der Reserveflotte zugeteilt.

### Zweite Einsatzzeit
Nach drei Jahren in der Reserveflotte wurde das U-Boot nach Kittery geschleppt, wo es im Rahmen des Greater Underwater Propulsion Power Program mit einem Schnorchel sowie stromlinienförmigen Aufbauten zur Verbesserung der Unterwassergeschwindigkeit ausgestattet wurde. Am 8. März 1951 wurde die Atule offiziell wieder in Dienst gestellt. In den folgenden Monaten operierte das Boot zumeist in der Karibik und im Atlantik, im Februar 1952 nahm es an der NATO-Großübung Grand Slam im Mittelmeer teil. Im September 1952 geriet das U-Boot während der Übung LANTSUBEX I in die Ausläufer des Hurrikans Charlie und musste sich durch schwere See und starken Wind kämpfen. Zwischen November 1952 und April 1953 wurde das Boot in Kittery erneut überholt, im Oktober 1953 nahm die Atule an der LANTSUBEX-II-Übung teil, wobei es an Bord zu einem Brand kam und das U-Boot in schwerer See antriebslos wurde. Die Schäden wurden bei einem weiteren Werftaufenthalt zwischen November 1953 und Januar 1954 behoben. In den folgenden Jahren operierte das Boot zumeist vor der Ostküste, 1955 und 1957 folgten weitere Werftaufenthalte in Philadelphia. 1958 wurde die Atule von New London nach Key West verlegt. In den folgenden Jahren nahm das Boot an vielen Übungen in der Karibik, dem Atlantik sowie im Mittelmeer teil, von Oktober 1963 bis April 1964 folgte ein umfangreicherer Dockaufenthalt in Norfolk.
1967 wurde das U-Boot der Prospective Commanding Officers School and Fleet Training in Guantanamo zugeteilt und diente bis zu ihrer Einordnung in die Reserveflotte am 15. September 1969 als Trainingsschiff. Am 1. Oktober wurde die Atule zum Hilfs-U-Boot (AGSS-403) umklassifiziert, am 6. April 1970 erfolgte die Außerdienststellung. Die Streichung aus dem Schiffsregister erfolgte am 15. August 1973.

### Verkauf an Peru
Am 31. Juli 1974 wurde die Atule an die Marine Perus verkauft, wo das U-Boot am 28. Mai unter dem Namen BAP Pacocha (SS-48) im Gedenken an die Schlacht von Pacocha von 1877 in Dienst gestellt wurde.

### Der Untergang
Das U-Boot wurde am Abend des 26. August 1988 um 18:50 Uhr von dem japanischen Schiff Kiowa Maru bei Callao gerammt und sank. Von den 49 Besatzungsmitgliedern an Bord des U-Boots ertranken vier, darunter der Kommandant, Kapitän Daniel Nieva Rodríguez. 23 Mann konnten das Boot verlassen. Sie wurden nach vier Stunden geborgen, doch waren drei von ihnen an Unterkühlung verstorben.
Das U-Boot sank binnen fünf Minuten auf den Grund in etwa 40 Meter Tiefe. Der verbliebenen Besatzung an Bord gelang es unter großen Anstrengungen, die Schotten zu schließen und sich in den vorderen Torpedoraum zu flüchten. Man verwendete in den folgenden 20 Stunden Lithiumhydroxid, um das Kohlendioxid zu binden. Am 27. August trafen Taucher ein, um die Besatzung beim Ausstieg zu unterstützen. Wegen der raschen medizinischen Behandlung starb von 22 geborgenen Seeleuten nur einer an der Dekompressionskrankheit.
Die Bergungsarbeiten des Bootes begannen am 30. August 1988. Am 23. Juli 1989 wurde es gehoben. Es wurde zerlegt und Teile davon für andere U-Boote verwendet.